# 歐申格羅夫 (新澤西州)
歐申格羅夫（英語：Ocean Grove）是位於美國新澤西州蒙茅斯縣的普查規定居民點。

## 人口
根據2020年美國人口普查的數據，歐申格羅夫的面積為1.10平方千米，當中陸地面積為0.96平方千米，而水域面積為0.14平方千米。當地共有人口3057人，而人口密度為每平方千米2,779.09人。